# Aluniș (Mureș)
Aluniș (in ungherese Magyaró, in tedesco Haseldorf) è un comune della Romania di 3251 abitanti, ubicato nel distretto di Mureș, nella regione storica della Transilvania. 
Il comune è formato dall'unione di 3 villaggi: Aluniș, Fițcău, Lunca Mureșului.